# Куровский сельсовет (Дмитровский район)
Куровский сельсовет — упразднённая административно-территориальная единица, существовавшая на территории Московской губернии и Московской области в 1927—1954 годах.
Куровский сельсовет был образован в 1927 году в составе Деденевской волости Дмитровского уезда Московской губернии путём выделения из Ильинского с/с.
В 1929 году Куровский с/с был отнесён к Дмитровскому району Московского округа Московской области.
14 июня 1954 года Куровский с/с был упразднён. При этом его территория была передана в Ильинский с/с.